# Teorema di continuità di Kolmogorov
In matematica, il teorema di continuità di Kolmogorov è un risultato che garantisce che un processo stocastico che soddisfa alcune restrizioni sulla propria crescita è continuo (o, più precisamente, ammette una versione continua). Prende il nome dal matematico russo Andrej Kolmogorov.

## Enunciato
Sia {\displaystyle X:[0,+\infty )\times \Omega \to \mathbb {R} ^{n}} un processo stocastico, e supponiamo che esistano tre numeri {\displaystyle \alpha >0},  {\displaystyle \beta >0} e {\displaystyle K>0} tali che
{\displaystyle \mathbb {E} \left[|X_{t}-X_{s}|^{\alpha }\right]\leq K|t-s|^{1+\beta }}
per ogni {\displaystyle s,t\in [0,+\infty )}.
Allora esiste una versione continua di {\displaystyle X}, ovvero esiste un processo {\displaystyle {\tilde {X}}} continuo, tale che {\displaystyle X_{t}={\tilde {X}}_{t}} quasi certamente per ogni {\displaystyle t}. Inoltre, l'applicazione {\displaystyle t\to {\tilde {X}}_{t}} è holderiana di esponente {\displaystyle \gamma } per ogni {\displaystyle \gamma \leq {\frac {\beta }{\alpha }}}.

### Enunciato generale
Il teorema può essere generalizzato al caso in cui il processo non sia indicizzato solo su {\displaystyle [0,+\infty )}. 
Sia {\displaystyle D\subset \mathbb {R} ^{m}} un aperto, e sia {\displaystyle (X_{y})_{y\in D}} una famiglia di variabili aleatorie d-dimensionali su {\displaystyle \Omega }. Supponiamo che esistano tre numeri {\displaystyle \alpha >0},  {\displaystyle \beta >0} e {\displaystyle K>0} tali che
{\displaystyle \mathbb {E} \left[|X_{y}-X_{z}|^{\alpha }\right]\leq K\|y-z\|^{m+\beta }}
per ogni {\displaystyle y,z\in D}.
Allora esiste una versione continua di {\displaystyle X}, ovvero esiste una famiglia {\displaystyle ({\tilde {X}}_{y})_{y\in D}} tale che {\displaystyle X_{y}={\tilde {X}}_{y}} quasi certamente per ogni {\displaystyle y\in D} e tale che l'applicazione {\displaystyle y\to {\tilde {X}}_{y}} è continua.
Inoltre, {\displaystyle y\to {\tilde {X}}_{y}} è anche holderiana di esponente {\displaystyle \gamma } per ogni {\displaystyle \gamma \leq {\frac {\beta }{\alpha }}}.

## Esempi
Il teorema di continuità di Kolmogorov può essere usato per dimostrare che il moto browniano standard in {\displaystyle \mathbb {R} ^{n}} ha una versione continua: basta scegliere {\displaystyle \alpha =4}, {\displaystyle \beta =1} e {\displaystyle K=n(n+2)}